# Heynella lactea
Heynella lactea är en oleanderväxtart som beskrevs av Cornelis Andries Backer. Heynella lactea ingår i släktet Heynella och familjen oleanderväxter. Inga underarter finns listade i Catalogue of Life.